# Rumex maritimus
Espèce
Synonymes
- Lapathum aureum Gray[1]
- Lapathum maritimum Moench[1]
- Lapathum persicarioides Moench[1]
- Rumex aureus Mill.[1]
- Rumex fueginus Phil.[1] [2]
- Rumex longisetus A.I. Baranov & Skvortsov[1]
- Rumex maritimus subsp. fueginus (Phil.) Hultén[1] [2]
- Rumex maritimus var. athrix St. John[2]
- Rumex maritimus var. fueginus (Phil.) Dusen[2]
- Rumex maritimus var. persicarioides (L.) R.S. Mitchell[2]
- Rumex persicarioides L.[2]
- Steinmannia aurea Opiz[1]

Statut de conservation UICN

 LC  : Préoccupation mineure
Rumex maritimus est une espèce de plantes herbacées dicotylédones de la famille des Polygonacées.

## Liste des sous-espèces et variétés
Selon Tropicos (3 juillet 2022) (Attention liste brute contenant possiblement des synonymes) :
- Rumex maritimus subsp. fueginus (Phil.) Hultén
- Rumex maritimus subsp. rossicus (Murb.) Krylov
- Rumex maritimus var. athrix H. St. John
- Rumex maritimus var. fueginus (Phil.) Dusén
- Rumex maritimus var. persicarioides (L.) R.S. Mitch.

## Statuts de protection, menaces
L'espèce est évaluée comme non préoccupante .
Elle est toutefois considérée en danger critique (CR) en Limousin ; en danger (EN) en Rhône-Alpes, Alsace et Auvergne ; elle est considérée vulnérable (VU) en Haute-Normandie et Basse-Normandie ; quasi menacée (NT) proche du seuil des espèces menacées ou qui pourraient l'être si des mesures de conservation spécifiques n'étaient pas prises, en Poitou-Charentes, Picardie et Bourgogne.